# 日耳曼鎮區 (愛荷華州格蘭迪縣)
日耳曼鎮區（英語：German Township）是位於美國愛荷華州格蘭迪縣的一個行政鎮區。

## 地方資料
根據2010年美國人口普查的數據，日耳曼鎮區的面積為92.91平方千米，當中陸地面積為92.86平方千米，而水域面積為0.05平方千米。當地共有人口280人，而人口密度為每平方千米3.01人。